# Линч, Майкл
Майкл Ричард Линч (англ. Michael Richard Lynch; 16 июня 1965, Илфорд, Большой Лондон — 19 августа 2024, Сицилия) — британский предприниматель в сфере информационных технологий. Соучредитель и член совета директоров компании Autonomy.
Родился в пригороде Лондона Илфорде в семье иммигрантов из Ирландии. Образование получил в Кембриджском университете, там же защитил докторскую диссертацию.
В 1990-е годы работал в компании Cambridge Neurodynamics в исследовательском подразделении, занимавшемся программным распознаванием отпечатков пальцев. В 1996 году вместе с коллегой по подразделению Ричардом Гонтом (Richard Gaunt) основал компанию Autonomy, вскоре вышедшую на Лондонскую фондовую биржу, и достигшую на пике пузыря доткомов капитализации в 10 млрд долларов США, в результате чего Линч стал долларовым миллиардером.
В августе 2011 года компанию Autonomy за 10,3 млрд долларов США поглотила американская корпорация Hewlett-Packard. В ноябре 2012 года корпорация Hewlett-Packard списала около 8,8 млрд долларов активов приобретённой фирмы, уличив бывшее руководство Autonomy в намеренном завышении финансовых показателей.
И в 2015 году Hewlett-Packard подала иск в Лондонский суд на Линча и Сушована Хуссейна (бывшего финансового директора Autonomy), требуя от них 5,1 млрд долларов компенсации за преднамеренные искажения в финансовой отчётности (впоследствии разбирательство было отложено до 2018 года).
После поглощения основал венчурный фонд Invoke Capital, в его рамках — фирму-разработчика систем кибербезопасности Darktrace, входил в консультативные советы и советы директоров ряда организаций, в том числе в совет директоров BBC.
В июне 2024 года был оправдан судом в США, куда был экстрадирован из Великобритании. Всего ему вменялось 15 пунктов обвинения: один эпизод участия в сговоре и четырнадцать эпизодов мошенничества с использованием электронных средств коммуникации.
19 августа 2024 года утонул во время шторма при крушении своей 56-метровой суперъяхты Bayesian у берегов Сицилии.